# Husseren-les-Châteaux
Husseren-les-Châteaux (Häusern in tedesco) è un comune francese di 509 abitanti situato nel dipartimento dell'Alto Reno nella regione del Grand Est.

## Società

### Evoluzione demografica
Abitanti censiti